# جيم تهيجس
جيم تهيجس هو تريثلت بلجيكي، ولد في 13 يونيو 1980 في لوفان في بلجيكا.